# Britt-Louise Gunnarsson
Britt-Louise Viola Gunnarsson, född Svensson 12 januari 1945 i Linköping, är en svensk språkforskare och professor emeritus. Hennes huvudsakliga forskningsområden är textlingvistik, sociolingvistik, diskursanalys, professionell kommunikation och begriplighet, vetenskapligt språk samt språk och kön.

## Biografi
Britt-Louise Gunnarsson blev filosofie magister 1968 i Göteborg. Hon blev filosofie doktor vid Uppsala universitet 1982 och docent 1985. Doktorsavhandlingen har titeln Lagtexters begriplighet. En språkfunktionell studie av medbestämmandelagen. Hon innehade 1998–2002 professuren i svenska språket vid Stockholms universitet och var professor i modern svenska, särskilt sociolingvistik vid Uppsala universitet 2003–2012. Hon var gästforskare vid Stanford University 1992–1993 samt vid University of California i Santa Barbara 2006. 
Hon var vidare ordförande i ASLA (Association Suédoise de Linguistique Appliquée) 1986–1992, Vice President of AILA (Association Internationale de Linguistique Appliquée) 1993–1999 samt ledare för AILA:s Scientific Commission on Communication in the Professions 1993–2002. Efter pensioneringen var hon ordförande för Uppsala Senioruniversitet 2013–2017.  
Hon är hedersledamot av Östgöta nation, Uppsala, av ASLA och av Uppsala Senioruniversitet.